# ムルマンゴル駅
ムルマンゴル駅（ムルマンゴルえき）は、大韓民国釜山広域市蓮堤区にある釜山交通公社3号線の駅である。駅番号は304。
駅名は付近の村落名に由来し、「水が多い所」を意味している。

## 駅構造
相対式ホーム2面2線の地下駅。フルスクリーンタイプのホームドアが設置されている。出入口は4箇所に設けられている。

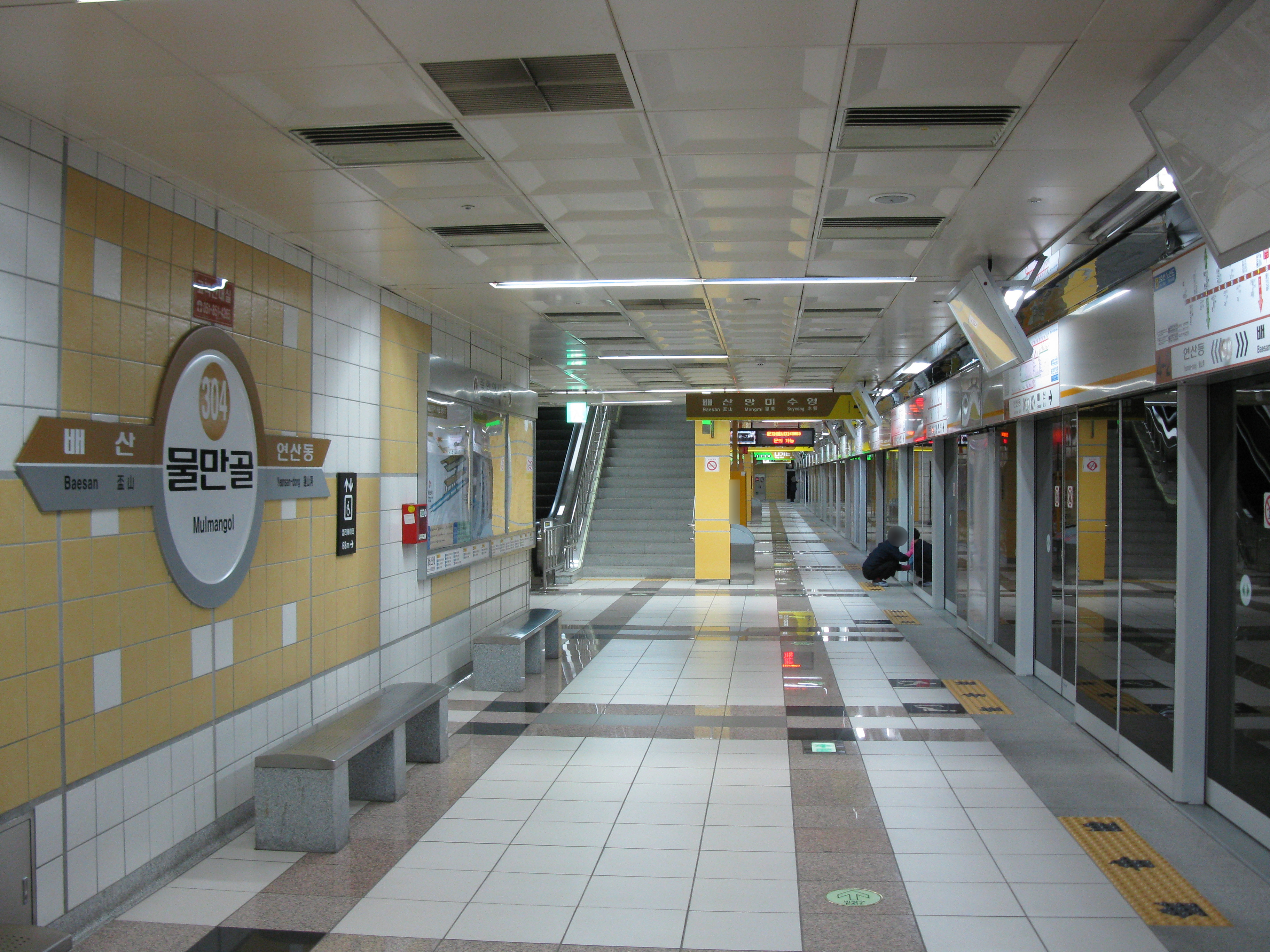
上りホーム（2018年3月）
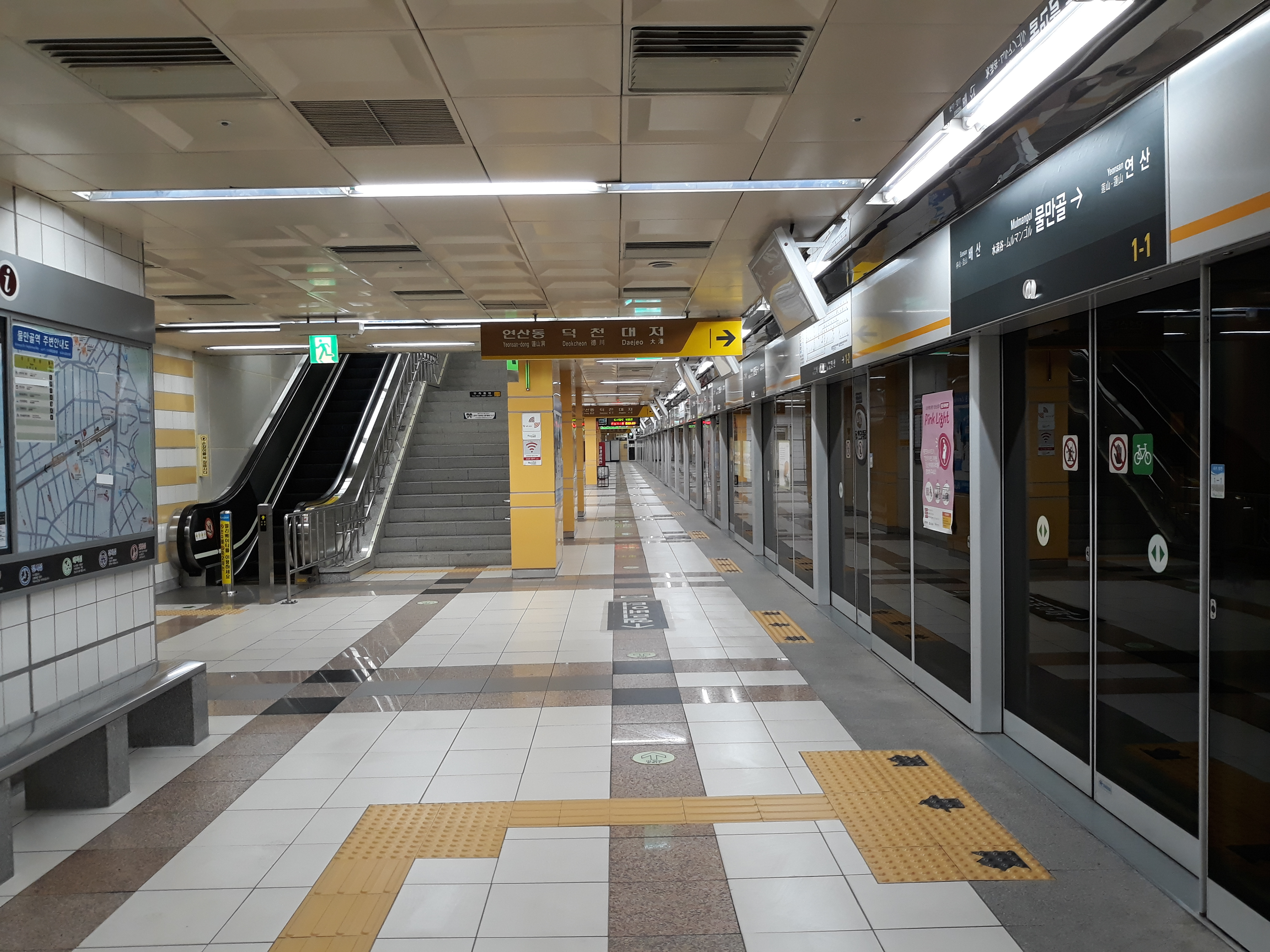
下りホーム（2018年3月）
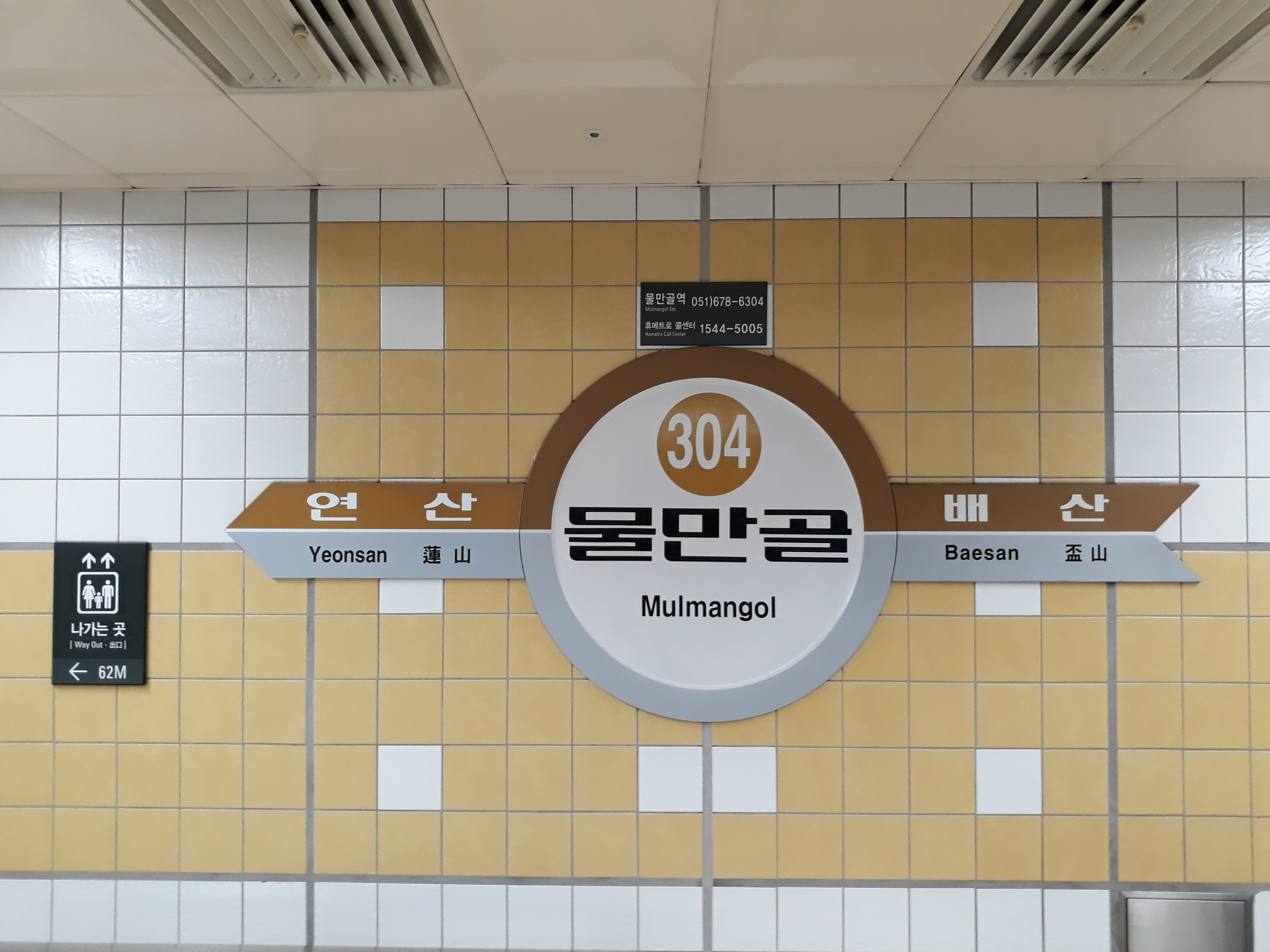
駅名標

### のりば
| 上り | 3号線 | 水営方面 |
| 下り | 3号線 | 大渚方面 |

## 歴史
- 2005年11月28日 - 開業。

## 駅周辺
- 蓮堤区庁
- 蓮山6洞行政福祉センター
- 蓮山初等学校
- 蓮堤中学校
- 蓮堤高等学校
- イーマート蓮堤店

## 隣の駅
釜山交通公社
 3号線
盃山駅 (303) - ムルマンゴル駅 (304) - 蓮山駅 (305)